# 34th Street-Penn Station (linea IRT Broadway-Seventh Avenue)
34th Street-Penn Station (IPA: [θɜrdi-fɔrθ strit pɛn ˈsteɪʃən]) è una stazione della metropolitana di New York situata sulla linea IRT Broadway-Seventh Avenue. Nel 2015 è stata utilizzata da un totale di 28 309 160 passeggeri.

## Storia
La stazione venne aperta il 3 giugno 1917, come capolinea temporaneo del prolungamento della linea IRT Broadway-Seventh Avenue proveniente da 50th Street. Il 1º luglio 1918 la linea fu prolungata verso sud fino a South Ferry e di conseguenza 34th Street-Penn Station divenne una stazione di transito.

## Strutture e impianti
34th Street-Penn Station è una stazione sotterranea con due banchine laterali, una banchina ad isola e quattro binari, i due più esterni per i treni locali e i due più interni per quelli espressi. È posizionata sotto Seventh Avenue e possiede un totale di otto ingressi: quattro all'incrocio tra Seventh Avenue e 34th Street, tre all'incrocio tra Seventh Avenue e 33rd Street e uno presso l'incrocio tra Seventh Avenue e 32nd Street.

## Movimento
La stazione è servita dai treni di tre linee della metropolitana di New York:
- Linea 1 Broadway-Seventh Avenue Local, sempre attiva;[6]
- Linea 2 Seventh Avenue Express, sempre attiva;[7]
- Linea 3 Seventh Avenue Express, sempre attiva, tranne di notte.[8]

## Interscambi
La stazione è servita da diverse autolinee gestite da MTA Bus e NYCT Bus ed è collegata alla stazione di Pennsylvania, servita dai treni extraurbani dell'Amtrak e dai servizi suburbani Long Island Rail Road e New Jersey Transit Rail.
- Stazione ferroviaria Pennsylvania
- Fermata autobus